# Eazy-E
Eric Lynn Wright fou un raper nascut als Estats Units d'Amèrica el 7 de setembre de 1964 a Compton, Califòrnia. Eazy-E, considerat "Padrí del Gansta Rap" va ser una important figura pel gènere tant el solitari com en el grup N.W.A on era la més important figura. Finalment, després de la separació del grup amb el que va assolir el major èxit, va morir el 26 de març de 1995 a causa de les complicacions del sida que derivaren en una neumonia.